# Brenda Ann Kenneally
Brenda Ann Kenneally est une photojournaliste et photographe documentaire américaine née en 1959 à Albany, dans l’État de New York.
Elle est connue pour son travail de documentation de la pauvreté aux États-Unis. Elle est lauréate du prix Canon de la femme photojournaliste et du prix World Press Photo.

## Biographie

### Jeunesse et études
Brenda Ann Kenneally est née le 23 octobre 1959 à Albany dans l’État de New York. Elle a grandi dans la ville voisine de Troy, berceau de la révolution industrielle aux États-Unis mais en grandes difficultés dans les années 1960 et 1970. Ses parents divorcent alors qu’elle est encore enfant. Son père, bipolaire enchaîne les dépressions et sa mère se voit diagnostiquer une sclérose en plaques vers trente ans.
Brenda Ann Kenneally tente un nouveau départ en 1975 et quitte Troy pour la Floride. Elle arrête de se droguer et de boire et entre au collège communautaire à 26 ans, puis étudie la sociologie et le photojournalisme à l’université de Miami. L’un de ses professeurs l’introduit auprès de Tom Schroeder, rédacteur en chef de Tropic, le magazine du Miami Herald, qui publie ses premières photos.

### Money Power Respect
Brenda Ann Kenneally part à New York en 1996 en vue d’obtenir un Master en éducation artistique à l'Université de New York. Elle occupe avec son mari et son fils de deux ans un appartement dans le quartier alors dangereux de Bushwick à Brooklyn. Elle se met à photographier et écrire sur le monde qui l’entoure, les effets du crack et de la cocaïne ; un environnement proche de celui de son enfance,.
Son travail est salué en 2000 par le prix William Eugène Smith de la photographie humaniste et son reportage est publié dans le New York Times Magazine. En 2005, elle publie Money Power Respect : Pictures of My Neighborhood, qui regroupe l’ensemble du projet.
Dans le texte accompagnant les photos, elle déclare : « Quatre-vingt-dix-neuf pour cent des photos de mon projet ont été prises dans notre propre rue. La plupart des conflits ici concernent le pouvoir. L'argent est un moyen d'obtenir le pouvoir ; les drogues sont un moyen d'obtenir de l'argent. Le respect, c'est le pouvoir ».

### Upstate Girls: Unraveling Collar City
En 2003, Brenda Ann Kenneally retourne à Troy pour répondre à l’invitation de Kayla, l'une des protagonistes de Money Power Respect. Âgée de 14 ans, la jeune fille souhaite qu’elle photographie la naissance de son enfant. Pendant une dizaine d’années, Brenda Ann Kenneally documente l’environnement de Kayla à travers ses amies, leurs enfants et les programmes de santé. Elle reçoit en 2008 le prix Canon de la femme photojournaliste et ses photos sont exposées l'année suivante à Perpignan au festival Visa pour l'image.
Elle publie Upstate Girls: Unraveling Collar City (Upstate Girls - Ce qu’il advint de Collar City) en 2018.

### Finding the Way Home
En 2006, le New York Times la charge de couvrir le premier anniversaire de l'ouragan Katrina. Son reportage est nommé pour le prix Pulitzer et le volet multimédia reçoit le prix MediaStorm Webby 2008 dans la catégorie Nouvelles et politique. Elle y retourne en 2010 pour étudier les effets de l'ouragan sur les enfants.

## Filmographie
- Finding the Way Home, MediaStorm, août 2007 ASIN : B0035G08SK[12]

## Distinctions
- 2000 : prix Eugène Smith de la photographie humaniste[13]
- 2003 : deuxième prix Word Press Photo dans la catégorie Daily life (reportage)[4]
- 2008 : prix Canon de la femme photojournaliste, festival Visa pour l'image[2]
- 2009 : premier prix World Press Photo dans la catégorie Daily life (reportage)[14]

## Expositions majeures
- 2009 : Upstate Girls - Ce qu’il advint de Collar City, festival Visa pour l'image de Perpignan[8]